# Tragia amblyodonta
Tragia amblyodonta är en törelväxtart som först beskrevs av Johannes Müller Argoviensis, och fick sitt nu gällande namn av Ferdinand Albin Pax och Käthe Hoffmann. Tragia amblyodonta ingår i släktet Tragia och familjen törelväxter. Inga underarter finns listade i Catalogue of Life.